# Uraga rubricollis
Uraga rubricollis là một loài bướm đêm thuộc phân họ Arctiinae, họ Erebidae.